# Coupe du monde des rallyes tout-terrain 2019
 (février 2019).
Si vous disposez d'ouvrages ou d'articles de référence ou si vous connaissez des sites web de qualité traitant du thème abordé ici, merci de compléter l'article en donnant les références utiles à sa vérifiabilité et en les liant à la section « Notes et références ».
Navigation
2018 2020
La coupe du monde des rallyes tout-terrain 2019 est la 27e édition de la coupe du monde des rallyes tout-terrain, compétition organisée par la Fédération internationale de l'automobile (FIA). Elle compte cinq épreuves à son calendrier.

## Calendrier
Un rallye tout-terrain est un événement sportif dont l'itinéraire se déroule sur un ou plusieurs pays. Il y a trois types d'épreuves, :
- Baja tout-terrain (Baja)
  - Distance : Entre 1 200 km et 1 500 km chronométrés (pas plus de 800 par jour)
  - Durée : 3 jours maximum
- Rallye tout-terrain (Rallye)
  - Distance : Entre 1 200 km et 3 000 km chronométrés
  - Durée : 8 jours maximum
- Rallye-marathon tout-terrain (Marathon)
  - Distance : Plus de 3 000 km chronométrés
  - Durée : Plus de 8 jours

Il est à noter qu'aucun des trois rallye-marathon existants (Rallye Dakar, Africa Eco Race et Rallye de la Route de la Soie) ne font partie de la coupe du monde des rallyes tout-terrain.
Traditionnellement incluses dans la coupe du monde des rallyes tout-terrain, les diverses bajas (Baja Russia-Northern Forest, Dubai Baja, Italian Baja, Baja España Aragón, Hungarian Baja, Baja Poland, et Baja Portalegre 500) ont cette année leur propre coupe du monde.
| Manche | Début          | Fin        | Course                            |
| ------ | -------------- | ---------- | --------------------------------- |
| 1      | 21 février     | 26 février | Manateq Qatar Cross-Country Rally |
| 2      | 30 mars        | 4 avril    | Abu Dhabi Desert Challenge        |
| 3      | 5 mai          | 11 mai     | Turkmen Desert Race               |
| 3      | Course annulée |            | Turkmen Desert Race               |
| 4      | 26 mai         | 1er juin   | Rallye du Kazakhstan (en)         |
| 5      | 4 octobre      | 8 octobre  | Rallye du Maroc                   |

## Principaux engagés
Les courses sont ouvertes à quatre types de véhicules : les véhicules tout-terrain prototypes, les véhicules tout-terrain de série, les véhicules tout-terrain améliorés légers et les camions tout-terrain.
- Groupe T1 : Prototypes
  - Classe 1 : Véhicules essence à 4 roues motrices
  - Classe 2 : Véhicules diesel à 4 roues motrices
  - Classe 3 : Véhicules essence à 2 roues motrices
  - Classe 4 : Véhicules diesel à 2 roues motrices
- Groupe T2 : Véhicules de production
  - Classe 1 : Tout-terrain de série essence
  - Classe 2 : Tout-terrain de série diesel
- Groupe T3 : Véhicules légers
- Groupe T4 : Camions (PTAC > 3 500 kg)
  - Classe 1 : Cylindrée supérieure à 10 litres
  - Classe 2 : Cylindrée inférieure à 10 litres

### Principaux engagés en T1
| Véhicule                                                         | Équipe                                | Pilote               | Copilote                                   | Courses |
| ---------------------------------------------------------------- | ------------------------------------- | -------------------- | ------------------------------------------ | ------- |
| BMW X3CC ( ) Mini All 4 Racing ()                                | VRT Team                              | Vladimir Vasilyev    | Konstantin Zhiltsov                        |         |
| Borgward BX7 DKR EVO                                             | Borgward Rally Team                   | Joan "Nani" Roma     | Daniel Oliveras                            |         |
| Ford F150 EVO ( ) hummer H3 Evo VII ()                           | Miroslav Zapletal ( ) OFFROADSPORT () | Miroslav Zapletal    | Marek Sykora                               |         |
| Ford Raptor RS Cross Country                                     | MP-SPORTS                             | Martin Prokop        | Viktor Chytka () Tchéquie Jan Tomanek ()   |         |
| Ford 2WD Buggy                                                   | Eugeno Amos () Two Wheels Drive ()    | Eugenio Amos         | Sébastien Delaunay                         |         |
| Mini John Cooper Works Rally ( ) Mini John Cooper Works Buggy () | Orlen X-Raid Team                     | Jakub Przygoński     | Timo Gottschalk                            |         |
| Mini John Cooper Works Rally                                     | X-Raid MINI JCW Team                  | Stéphane Peterhansel | Andrea Peterhansel                         |         |
| Mini John Cooper Works Buggy                                     | X-Raid MINI JCW Team                  | Cyril Despres        | Daniel Oliveras                            |         |
| Mini John Cooper Works Buggy                                     | X-Raid MINI JCW Team                  | Carlos Sainz         | Lucas Cruz                                 |         |
| Mini All 4 Racing                                                | X-Raid MINI JCW Team                  | Stephan Schott       | Filipe Palmeiro                            |         |
| Mini John Cooper Works Rally                                     | X-Raid MINI JCW Team                  | Boris Garafulic      | Filipe Palmeiro                            |         |
| Mini John Cooper Works Rally                                     | MSK Rally Team                        | Denis Krotov         | Dmytro Tsyro                               |         |
| Mini X-Raid () Nissan Navara ()                                  | Saudi Arabia Racing Team              | Yasir Hamad Seaidan  | Laurent Lichtleuchter () Ariff Mohammed () |         |
| Peugeot 3008 DKR                                                 | Abu Dhabi Racing                      | Khalid Al Qassimi    | Xavier Panseri                             |         |
| Toyota Hilux                                                     | Nasser Al-Attiyah Team                | Nasser Al-Attiyah    | Matthieu Baumel                            |         |
| Toyota Hilux                                                     | Toyota Gazoo Racing                   | Giniel de Villiers   | Álex Haro Bravo                            |         |
| Toyota Hilux                                                     | Overdrive Racing                      | Yazeed Al-Rajhi      | Dirk von Zitzewitz ( ) Michael Orr ()      |         |
| Toyota Hilux                                                     | Overdrive Racing                      | Bernhard ten Brinke  | Tom Colsoul                                |         |
| Toyota Hilux                                                     | Overdrive Racing                      | Aron Domżała         | Maciej Marton                              |         |
| Buggy SMG                                                        | Mohamed Abu Issa                      | Mohamed Abu Issa     | Xavier Panseri                             |         |

### Principaux engagés en T2
| Véhicule                                     | Équipe                                | Pilote                | Copilote               | Courses |
| -------------------------------------------- | ------------------------------------- | --------------------- | ---------------------- | ------- |
| Toyota Land Cruiser 200 ( ) Nissan Patrol () | QMMF Team ( ) Mohammed Al Meer ()     | Mohammed Al Meer      | Alexey Kuzmich         |         |
| Nissan Patrol                                | Aktau Motorsport                      | Kirill Chernenkov     | Alexey Mun             |         |
| Nissan Patrol                                | Auto Sport Federation of Turkmenistan | Samyrat Gurbanov      | Muhammetmyrat Gurbanov |         |
| Toyota Land Cruiser                          | Auto Sport Federation of Turkmenistan | Guvanchmyrat Hommadov | Serdar Mollamyradov    |         |
| Toyota Land Cruiser KDJ 155                  | Tomasz Baranowski                     | Tomasz Baranowski     | Grzegorz Konczak       |         |
| Toyota Land Cruiser 200                      | VA Motorsports                        | Aldis Vilcans         | Janis Stepanovs        |         |
| Toyota Land Cruiser 200                      | VA Motorsports                        | Alexander Baranenko   | Alexander Gorkov       |         |

### Principaux engagés en T3
| Véhicule           | Équipe                               | Pilote                | Copilote                                   | Courses |
| ------------------ | ------------------------------------ | --------------------- | ------------------------------------------ | ------- |
| Can-Am Maverick    | AZ Racing Team                       | Abdullah Al Zubair    | Nasser Al Kuwari ( ) Faisal Al Raisi ()    |         |
| Can-Am Maverick X3 | Monster Energy Can-Am                | Reinaldo Varela       | Gustavo Gugelmin                           |         |
| Can-Am Maverick X3 | Monster Energy Can-Am                | Casey Currie          | Laurent Lichtleuchter                      |         |
| Can-Am Maverick X3 | South Racing - Can-Am                | Austin Jones          | Kellon Walch                               |         |
| Can-Am Maverick X3 | South Racing - Can-Am                | Hernan Garces         | Juan Pablo Latrach                         |         |
| Can-Am Maverick X3 | South Racing - Can-Am                | Ilya Rouss            | Anton Yarashuk                             |         |
| Can-Am Maverick X3 | Sport Racing Technologies            | Aleksandr Dorosinskiy | Oleg Uperenko                              |         |
| Can-Am Maverick    | Zavidovo Racing Team                 | Fedor Vorobyev        | Kirill Shubin                              |         |
| G-Force Bars       | G-FORCE Motorsport                   | Boris Gadasin         | Dmitry Pavlov                              |         |
| Polaris RZR 1000   | CR Racing                            | Michele Cinotto       | Maurizio Dominella ( ) Marco Arnoletti ()  |         |
| Polaris RZR        | Claudio Barbu                        | Claudio Barbu         | Paul Spiridon                              |         |
| Polaris RZR 1000   | José Luis Peña Campo                 | José Luis Peña Campo  | Ignacio Santamaria () Rafael Tornabell ( ) |         |
| SNAG Proto         | SNAG Racing Team                     | Sergei Kariakin       | Anton Vlasiuk                              |         |
| SNAG Proto         | SNAG Racing Team                     | Aleksei Shmotev       | Andrei Rudnitski                           |         |
| Yamaha YZX1000R    | Camelia Liparoti ( ) South Racing () | Camelia Liparoti      | Max Delfino () Rosa Romero (               |         |

### Principaux engagés en T4
| Véhicule                | Équipe            | Pilote            | Copilote          | Mécanicien     | Courses |
| ----------------------- | ----------------- | ----------------- | ----------------- | -------------- | ------- |
| Iveco Powerstar Torpedo | Big Shock Racing  | Martin Macik      | František Tomášek | David Švanda   |         |
| Iveco Powerstar Torpedo | Valtr Racing Team | Jaroslav Valtr Sr | Jaroslav Valtr Jr | Radim Kaplanek |         |
| Mercedes Unimog         | Ibrahim Al Muhana | Ibrahim Al Muhana | Osama Al Sanad    | Raid Abutheeb  |         |

## Résultats

### Manateq Qatar Cross-Country Rally
Les résultats obtenus lors du Manateq Qatar Cross-Country Rally sont, :
| Pos. | Classement général                    | Classement général |                                 | Classement T2 | Classement T2                       |         | Classement T3                                  | Classement T3 |  | Classement T4 | Classement T4 |
| Pos. | Équipage                              | Marque             | Équipage                        | Marque        | Équipage                            | Marque  | Équipage                                       | Marque        |  |               |               |
| 1    | Nasser Al Attiyah Matthieu Baumel     | Toyota             | Mohammed Al Meer Alexey Kuzmich | Toyota        | Reinaldo Varela Gustavo Gugelmin    | Can-Am  | Ibrahim Al Muhana Osama Al Sanad Raid Abutheeb | Mercedes      |  |               |               |
| 2    | Yazeed Al-Rajhi Dirk von Zitzewitz    | Toyota             | Non-attribué                    | Non-attribué  | Fedor Vorobyev Kirill Shubin        | Can-Am  | Non-attribué                                   | Non-attribué  |  |               |               |
| 3    | Vladimir Vasilyev Konstantin Zhiltsov | BMW                | Non-attribué                    | Non-attribué  | Camelia Liparoti Max Delfino        | Yamaha  | Non-attribué                                   | Non-attribué  |  |               |               |
| 4    | Yasir Seaidan Laurent Lichtleuchter   | Mini               | Non-attribué                    | Non-attribué  | Abdullah Al Zubair Nasser Al Kuwari | Can-Am  | Non-attribué                                   | Non-attribué  |  |               |               |
| 5    | Bernhard ten Brinke Tom Colsoul       | Toyota             | Non-attribué                    | Non-attribué  | Abel Abdulla Marc Serra             | Can-Am  | Non-attribué                                   | Non-attribué  |  |               |               |
| 6    | Reinaldo Varela Gustavo Gugelmin      | Can-Am             | Non-attribué                    | Non-attribué  | Khalid Al Mohannadi Loïc Minaudier  | Polaris | Non-attribué                                   | Non-attribué  |  |               |               |
| 7    | Fedor Vorobyev Kirill Shubin          | Can-Am             | Non-attribué                    | Non-attribué  | Michele Cinotto Maurizio Dominella  | Polaris | Non-attribué                                   | Non-attribué  |  |               |               |
| 8    | Camelia Liparoti Max Delfino          | Yamaha             | Non-attribué                    | Non-attribué  | Ahmed Al Kuwari Manuel Lucchese     | Can-Am  | Non-attribué                                   | Non-attribué  |  |               |               |
| 9    | Eugenio Amos Sebastian Delaunay       | Ford               | Non-attribué                    | Non-attribué  | Mohammed Al Attiyah Sergio Lafuente | Can-Am  | Non-attribué                                   | Non-attribué  |  |               |               |
| 10   | Miroslav Zapletal Marek Sykora        | Ford               | Non-attribué                    | Non-attribué  | Rashid Al Mohannadi Ahmad Al Fares  | Polaris | Non-attribué                                   | Non-attribué  |  |               |               |

### Abu Dhabi Desert Challenge
Les résultats obtenus lors du Abu Dhabi Desert Challenge sont :
| Pos. | Classement général                      | Classement général |                                      | Classement T2 | Classement T2                           |              | Classement T3 | Classement T3 |  | Classement T4 | Classement T4 |
| Pos. | Équipage                                | Marque             | Équipage                             | Marque        | Équipage                                | Marque       | Équipage      | Marque        |  |               |               |
| 1    | Stéphane Peterhansel Andrea Peterhansel | Mini               | Mohammed Al Meer Alexey Kuzmich      | Nissan        | Casey Currie Laurent Lichtleuchter      | Can-Am       | Non-attribué  | Non-attribué  |  |               |               |
| 2    | Khalid Al Qassimi Xavier Panseri        | Peugeot            | Aldis Vilcans Janis Stepanovs        | Toyota        | Reinaldo Varela Gustavo Gugelmin        | Can-Am       | Non-attribué  | Non-attribué  |  |               |               |
| 3    | Aron Domżała Maciej Marton              | Toyota             | Alexander Baranenko Alexander Gorkov | Toyota        | Fedor Vorobyev Kirill Shubin            | Can-Am       | Non-attribué  | Non-attribué  |  |               |               |
| 4    | Casey Currie Laurent Lichtleuchter      | Can-Am             | Non-attribué                         | Non-attribué  | Camelia Liparoti Rosa Romero            | Yamaha       | Non-attribué  | Non-attribué  |  |               |               |
| 5    | Reinaldo Varela Gustavo Gugelmin        | Can-Am             | Non-attribué                         | Non-attribué  | Hernan Garces Juan Pablo Latrach        | Can-Am       | Non-attribué  | Non-attribué  |  |               |               |
| 6    | Vladimir Vasilyev Konstantin Zhiltsov   | BMW                | Non-attribué                         | Non-attribué  | Michele Cinotto Marco Arnoletti         | Polaris      | Non-attribué  | Non-attribué  |  |               |               |
| 7    | Martin Prokop Viktor Chytka             | Ford               | Non-attribué                         | Non-attribué  | José Luis Peña Campo Ignacio Santamaria | Polaris      | Non-attribué  | Non-attribué  |  |               |               |
| 8    | Cyril Despres Daniel Oliveras           | Mini               | Non-attribué                         | Non-attribué  | Michel Fadel Craig Tyson                | Polaris      | Non-attribué  | Non-attribué  |  |               |               |
| 9    | Thomas Bell Patrick McMurren            | Nissan             | Non-attribué                         | Non-attribué  | Non-attribué                            | Non-attribué | Non-attribué  | Non-attribué  |  |               |               |
| 10   | Khalid Al Jafla Andrei Rudnitski        | Chevrolet          | Non-attribué                         | Non-attribué  | Non-attribué                            | Non-attribué | Non-attribué  | Non-attribué  |  |               |               |

### Turkmen Desert Race
Course annulée à cause d'une incompatibilité entre les exigences de la FIA et le Turkménistan.

### Rally Kazakhstan
Les résultats obtenus lors du Rally Kazakhstan sont :
| Pos. | Classement général                      | Classement général |                                           | Classement T2 | Classement T2                         |              | Classement T3 | Classement T3 |  | Classement T4 | Classement T4 |
| Pos. | Équipage                                | Marque             | Équipage                                  | Marque        | Équipage                              | Marque       | Équipage      | Marque        |  |               |               |
| 1    | Nasser Al Attiyah Matthieu Baumel       | Toyota             | Mohammed Al Meer Alexey Kuzmich           | Toyota        | Reinaldo Varela Gustavo Gugelmin      | Can-Am       | Non-attribué  | Non-attribué  |  |               |               |
| 2    | Stéphane Peterhansel Andrea Peterhansel | Mini               | Samyrat Gurbanov Muhammetmyrat Gurbanov   | Nissan        | José Luis Peña Campo Rafael Tornabell | Polaris      | Non-attribué  | Non-attribué  |  |               |               |
| 3    | Jakub Przygoński Timo Gottschalk        | Mini               | Kirill Chernenkov Alexey Mun              | Nissan        | Maria Oparina Lyudmila Petenko        | BRP          | Non-attribué  | Non-attribué  |  |               |               |
| 4    | Miroslav Zapletal Marek Sykora          | Hummer             | Guvanchmyrat Hommadov Serdar Mollamyradov | Toyota        | Fedor Vorobyev Kirill Shubin          | Can-Am       | Non-attribué  | Non-attribué  |  |               |               |
| 5    | Denis Krotov Dmytro Tsyro               | Mini               | Non-attribué                              | Non-attribué  | Non-attribué                          | Non-attribué | Non-attribué  | Non-attribué  |  |               |               |
| 6    | Andrey Cherednikov Ignat Falkov         | Ford               | Non-attribué                              | Non-attribué  | Non-attribué                          | Non-attribué | Non-attribué  | Non-attribué  |  |               |               |
| 7    | Yazeed Al-Rajhi Dirk von Zitzewitz      | Toyota             | Non-attribué                              | Non-attribué  | Non-attribué                          | Non-attribué | Non-attribué  | Non-attribué  |  |               |               |
| 8    | Reinaldo Varela Gustavo Gugelmin        | Can-Am             | Non-attribué                              | Non-attribué  | Non-attribué                          | Non-attribué | Non-attribué  | Non-attribué  |  |               |               |
| 9    | José Luis Peña Campo Rafael Tornabell   | Polaris            | Non-attribué                              | Non-attribué  | Non-attribué                          | Non-attribué | Non-attribué  | Non-attribué  |  |               |               |
| 10   | Mohammed Al Meer Alexey Kuzmich         | Toyota             | Non-attribué                              | Non-attribué  | Non-attribué                          | Non-attribué | Non-attribué  | Non-attribué  |  |               |               |

### Rallye du Maroc
Les résultats obtenus lors du Rally Kazakhstan sont :
| Pos. | Classement général                        | Classement général |                                    | Classement T2 | Classement T2                         |            | Classement T3                                      | Classement T3 |  | Classement T4 | Classement T4 |
| Pos. | Équipage                                  | Marque             | Équipage                           | Marque        | Équipage                              | Marque     | Équipage                                           | Marque        |  |               |               |
| 1    | Giniel de Villiers Álex Haro Bravo        | Toyota             | Tomasz Baranowski Grzegorz Konczak | Toyota        | Reinaldo Varela Gustavo Gugelmin      | Can-Am     | Jaroslav Valtr Sr Jaroslav Valtr Jr Radim Kaplanek | Iveco         |  |               |               |
| 2    | Carlos Sainz Lucas Cruz                   | Mini               | Non-attribué                       | Non-attribué  | Sergei Kariakin Anton Vlasiuk         | SNAG Proto | Martin Macik František Tomášek David Švanda        | Iveco         |  |               |               |
| 3    | Jakub Przygoński Timo Gottschalk          | Mini               | Non-attribué                       | Non-attribué  | Aleksandr Dorosinskiy Oleg Uperenko   | Can-Am     | Non-attribué                                       | Non-attribué  |  |               |               |
| 4    | Stéphane Peterhansel Andrea Peterhansel   | Mini               | Non-attribué                       | Non-attribué  | Austin Jones Kellon Walch             | Can-Am     | Non-attribué                                       | Non-attribué  |  |               |               |
| 5    | Yazeed Al-Rajhi Michael Orr               | Toyota             | Non-attribué                       | Non-attribué  | Aleksei Shmotev Andrei Rudnitski      | SNAG Proto | Non-attribué                                       | Non-attribué  |  |               |               |
| 6    | Joan "Nani" Roma Daniel Oliveras Carreras | Borgward           | Non-attribué                       | Non-attribué  | José Luis Peña Campo Rafael Tornabell | Polaris    | Non-attribué                                       | Non-attribué  |  |               |               |
| 7    | Reinaldo Varela Gustavo Gugelmin          | Can-Am             | Non-attribué                       | Non-attribué  | Fedor Vorobyev Kirill Shubin          | Can-Am     | Non-attribué                                       | Non-attribué  |  |               |               |
| 8    | Sergei Kariakin Anton Vlasiuk             | SNAG Proto         | Non-attribué                       | Non-attribué  | Hernan Garces Juan Pablo Latrach      | Can-Am     | Non-attribué                                       | Non-attribué  |  |               |               |
| 9    | Aleksandr Dorosinskiy Oleg Uperenko       | Can-Am             | Non-attribué                       | Non-attribué  | Abdullah Al Zubair Faisal Al Raisi    | Can-Am     | Non-attribué                                       | Non-attribué  |  |               |               |
| 10   | Austin Jones Kellon Walch                 | Can-Am             | Non-attribué                       | Non-attribué  | Camelia Liparoti Max Delfino          | Yamaha     | Non-attribué                                       | Non-attribué  |  |               |               |

## Classements du championnat

### Attribution des points
Les participants marquent les points de la façon suivante en fonction de leur classement au général ainsi que pour le classement des catégories T2 et T3 :
| Position | 1er | 2e | 3e | 4e | 5e | 6e | 7e | 8e | 9e | 10e |
| Points   | 25  | 18 | 15 | 12 | 10 | 8  | 6  | 4  | 2  | 1   |

En plus de ces points, les trois premiers du général et des catégories T2 et T3 marquent respectivement 5, 3 et 1 points pour le classement général de la coupe du monde.

Les équipes marquent les points du meilleur véhicule qu'elles engagent.

### Classements généraux (tous Groupes confondus sauf T4)

#### Pilotes
| Pos. | Pilotes              |    |    |                |    |  | Points |
| ---- | -------------------- | -- | -- | -------------- | -- |  | ------ |
| 1    | Nasser Al Attiyah    | 30 |    | Course annulée | 30 |  | 60     |
| 2    | Stéphane Peterhansel |    | 30 | Course annulée | 21 |  | 51     |
| 3    | Reinaldo Varela      | 13 | 13 | Course annulée | 8  |  | 35     |
| 4    | Yazeed Al-Rajhi      | 21 | 0  | Course annulée | 6  |  | 27     |
| 5    | Vladimir Vasilyev    | 16 | 8  | Course annulée | 0  |  | 24     |
| 6    | Khalid Al Qassimi    |    | 21 | Course annulée |    |  | 21     |
| 7    | Casey Currie         |    | 17 | Course annulée |    |  | 17     |
| 8    | Aron Domżała         |    | 16 | Course annulée |    |  | 16     |
| 8    | Jakub Przygoński     |    |    | Course annulée | 16 |  | 16     |
| 10   | Miroslav Zapletal    | 1  | 0  | Course annulée | 12 |  | 13     |
| 11   | Yasir Seaidan        | 12 | 0  | Course annulée |    |  | 12     |
| 12   | Mohammed Al Meer     | 5  | 0  | Course annulée | 6  |  | 11     |
| 13   | Bernhard ten Brinke  | 10 | 0  | Course annulée | 0  |  | 10     |
| 13   | Denis Krotov         |    |    | Course annulée | 10 |  | 10     |
| 13   | Fedor Vorobyev       | 9  | 1  | Course annulée |    |  | 10     |
| 16   | Andrey Cherednikov   |    |    | Course annulée | 8  |  | 8      |
| 17   | Martin Prokop        |    | 6  | Course annulée |    |  | 6      |
| 18   | Camelia Liparoti     | 5  | 0  | Course annulée |    |  | 5      |
| 18   | José Luis Peña Campo |    |    | Course annulée | 5  |  | 5      |
| 20   | Cyril Despres        |    | 4  | Course annulée |    |  | 4      |
| 21   | Samyrat Gurbanov     |    |    | Course annulée | 3  |  | 3      |
| 22   | Eugenio Amos         | 2  | 0  | Course annulée |    |  | 2      |
| 22   | Thomas Bell          |    | 2  | Course annulée |    |  | 2      |
| 24   | Khalid Al Jafla      |    | 1  | Course annulée |    |  | 1      |
| 24   | Maria Oparina        |    |    | Course annulée | 1  |  | 1      |
| 24   | Kirill Chernenkov    |    |    | Course annulée | 1  |  | 1      |

#### Copilotes
| Pos. | Pilotes                |    |    |                |    |  | Points |
| ---- | ---------------------- | -- | -- | -------------- | -- |  | ------ |
| 1    | Matthieu Baumel        | 30 |    | Course annulée | 30 |  | 60     |
| 2    | Andrea Peterhansel     |    | 30 | Course annulée | 21 |  | 51     |
| 3    | Gustavo Gugelmin       | 13 | 13 | Course annulée | 9  |  | 35     |
| 4    | Laurent Lichtleuchter  | 12 | 17 | Course annulée |    |  | 29     |
| 5    | Dirk von Zitzewitz     | 21 | 0  | Course annulée | 6  |  | 27     |
| 6    | Konstantin Zhiltsov    | 16 | 8  | Course annulée | 0  |  | 24     |
| 7    | Xavier Panseri         | 0  | 21 | Course annulée |    |  | 21     |
| 8    | Timo Gottschalk        |    |    | Course annulée | 16 |  | 16     |
| 8    | Maciej Marton          |    | 16 | Course annulée |    |  | 16     |
| 10   | Marek Sykora           | 1  | 0  | Course annulée | 12 |  | 13     |
| 11   | Alexey Kuzmich         | 5  | 0  | Course annulée | 6  |  | 11     |
| 12   | Tom Colsoul            | 10 | 0  | Course annulée | 0  |  | 10     |
| 12   | Kirill Shubin          | 9  | 1  | Course annulée |    |  | 10     |
| 12   | Dmytro Tsyro           |    |    | Course annulée | 10 |  | 10     |
| 15   | Ignat Falkov           |    |    | Course annulée | 8  |  | 8      |
| 16   | Viktor Chytka          |    | 6  | Course annulée |    |  | 6      |
| 17   | Max Delfino            | 5  |    | Course annulée |    |  | 5      |
| 17   | Rafael Tornabell       |    |    | Course annulée | 5  |  | 5      |
| 19   | Daniel Oliveras        |    | 4  | Course annulée |    |  | 4      |
| 20   | Muhammetmyrat Gurbanov |    |    | Course annulée | 3  |  | 4      |
| 21   | Sebastian Delaunay     | 2  | 0  | Course annulée |    |  | 2      |
| 21   | Patrick McMurren       |    | 2  | Course annulée |    |  | 2      |
| 23   | Andrei Rudnitski       |    | 1  | Course annulée |    |  | 1      |
| 23   | Lyudmila Petenko       |    |    | Course annulée | 1  |  | 1      |
| 23   | Alexey Mun             |    |    | Course annulée | 1  |  | 1      |

#### Équipes
| Pos. | Pilotes                               |    |    |                |    |  | Points |
| ---- | ------------------------------------- | -- | -- | -------------- | -- |  | ------ |
| 1    | Nasser Al-Attiyah Team                | 30 |    | Course annulée | 30 |  | 60     |
| 2    | X-Raid MINI JCW Team                  |    | 30 | Course annulée | 21 |  | 51     |
| 3    | Overdrive Racing                      | 21 | 16 | Course annulée | 8  |  | 45     |
| 4    | Monster Energy Can-Am                 | 13 | 17 | Course annulée | 11 |  | 41     |
| 5    | VRT Team                              | 16 | 8  | Course annulée |    |  | 24     |
| 6    | Abu Dhabi Racing                      |    | 21 | Course annulée |    |  | 21     |
| 7    | Orlen X-Raid Team                     | 16 |    | Course annulée |    |  | 16     |
| 8    | MSK Rally Team                        |    |    | Course annulée | 12 |  | 12     |
| 8    | Saudi Arabia Racing Team              | 12 |    | Course annulée |    |  | 12     |
| 10   | Zavidovo Racing Team                  | 9  | 1  | Course annulée | 1  |  | 11     |
| 10   | QMMF Team                             | 2  |    | Course annulée | 9  |  | 11     |
| 12   | Off Road Kazakhstan                   |    |    | Course annulée | 10 |  | 10     |
| 13   | MP-Sports                             |    | 9  | Course annulée |    |  | 6      |
| 14   | AZ Racing Team                        | 5  |    | Course annulée |    |  | 5      |
| 15   | Team Maria Oparina                    |    |    | Course annulée | 3  |  | 3      |
| 16   | Gaz Raid Sport                        |    |    | Course annulée | 2  |  | 2      |
| 16   | Sabertooth Motoring                   |    | 2  | Course annulée |    |  | 2      |
| 18   | Auto Sport Federation of Turkmenistan |    |    | Course annulée | 1  |  | 1      |
| 18   | Aktau Motorsport                      |    |    | Course annulée | 1  |  | 1      |

### Classements T2

#### Pilotes
| Pos. | Équipes               |    |   |                |    |    | Points |
| ---- | --------------------- | -- | - | -------------- | -- | -- | ------ |
| 1    | Mohammed Al Meer      | 25 | 0 | Course annulée | 25 |    | 50     |
| 2    | Tomasz Baranowski     |    |   | Course annulée |    | 25 | 25     |
| 3    | Samyrat Gurbanov      |    |   | Course annulée | 18 |    | 18     |
| 4    | Kirill Chernenkov     |    |   | Course annulée | 15 |    | 15     |
| 5    | Guvanchmyrat Hommadov |    |   | Course annulée | 12 |    | 12     |

#### Équipes
| Pos. | Équipes                               |    |  |                |    |    | Points |
| ---- | ------------------------------------- | -- |  | -------------- | -- | -- | ------ |
| 1    | QMMF Team                             | 25 |  | Course annulée | 25 |    | 50     |
| 2    | Tomasz Baranowski                     |    |  | Course annulée |    | 25 | 25     |
| 3    | Auto Sport Federation of Turkmenistan |    |  | Course annulée | 18 |    | 18     |
| 4    | Aktau Motorsport                      |    |  | Course annulée | 15 |    | 15     |

### Classements T3

#### Pilotes
| Pos. | Pilotes              |    |    |                |    |  | Points |
| ---- | -------------------- | -- | -- | -------------- | -- |  | ------ |
| 1    | Reinaldo Varela      | 25 | 18 | Course annulée | 25 |  | 68     |
| 2    | Fedor Vorobyev       | 18 | 15 | Course annulée | 12 |  | 45     |
| 3    | Camelia Liparoti     | 15 | 12 | Course annulée |    |  | 27     |
| 4    | Casey Currie         |    | 25 | Course annulée |    |  | 25     |
| 5    | José Luis Peña Campo |    | 6  | Course annulée | 18 |  | 24     |
| 6    | Maria Oparina        |    |    | Course annulée | 15 |  | 15     |
| 7    | Michele Cinotto      | 6  | 8  | Course annulée | 0  |  | 14     |
| 8    | Abdullah Al Zubair   | 12 | 0  | Course annulée |    |  | 12     |
| 9    | Adel Abdulla         | 10 |    | Course annulée |    |  | 10     |
| 9    | Hernan Garces        |    | 10 | Course annulée |    |  | 10     |
| 11   | Khalid Al Mohannadi  | 8  |    | Course annulée |    |  | 8      |
| 12   | Ahmed Al Kuwari      | 4  |    | Course annulée |    |  | 4      |
| 12   | Michel Fadel         |    | 4  | Course annulée |    |  | 4      |
| 14   | Mohammed Al Attiyah  | 2  |    | Course annulée |    |  | 2      |
| 15   | Rashid Al Mohannadi  | 1  |    | Course annulée |    |  | 1      |

#### Équipes
| Pos. | Pilotes               |    |    |                |    |  | Points |
| ---- | --------------------- | -- | -- | -------------- | -- |  | ------ |
| 1    | Monster Energy Can-Am | 25 | 25 | Course annulée | 25 |  | 75     |
| 2    | Zavidovo Racing Team  | 18 | 15 | Course annulée | 15 |  | 48     |
| 3    | Team Maria Oparina    |    |    | Course annulée | 18 |  | 18     |
| 3    | CR Racing             | 8  | 10 | Course annulée | 0  |  | 18     |
| 5    | AZ Racing Team        | 15 |    | Course annulée |    |  | 15     |
| 6    | South Racing          |    | 12 | Course annulée |    |  | 12     |
| 6    | QMMF Team             | 12 |    | Course annulée |    |  | 12     |

## Sources
« Prescriptions générale rallyes tout-terrain 2019 », sur Fédaration Internationale de l'Automobile, 24 janvier 2019.